# Coalgate (Oklahoma)
Coalgate település az Amerikai Egyesült Államok Oklahoma államában, Coal megyében, melynek megyeszékhelye is. Lakosainak száma 1667 fő (2020. április 1.).

## Népesség
A település népességének változása:

| 2010 | 1 967 |
| 2020 | 1 667 |